# Stadtpark Bochum

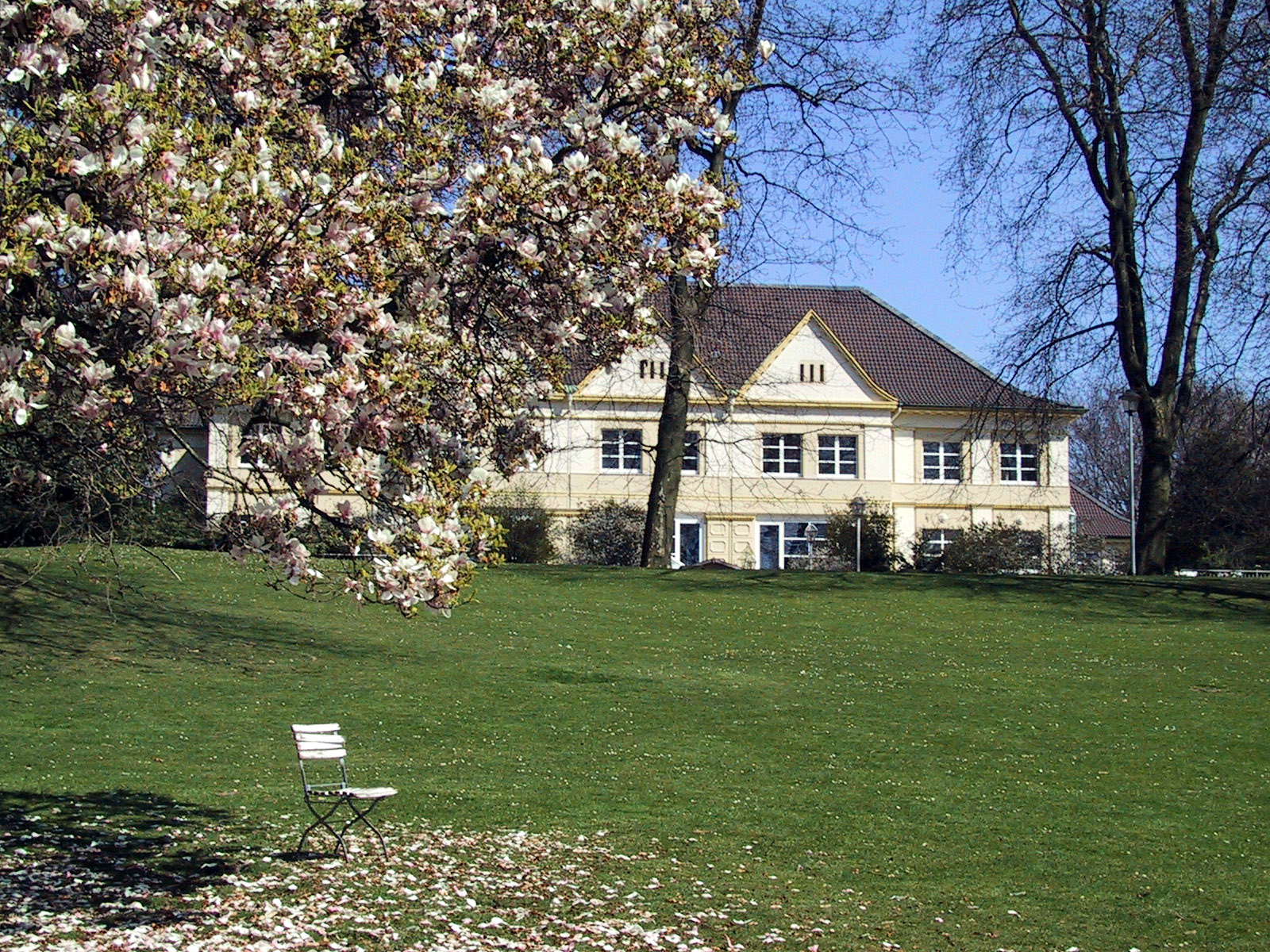
Frühling im Stadtpark, im Hintergrund die Gastronomie im Stadtpark Bochum

Der Bochumer Stadtpark ist nach dem Essener Stadtgarten der älteste Stadtpark und erste Landschaftsgarten im Ruhrgebiet, der von einer Kommune angelegt wurde.

## Geschichte und Gestalt

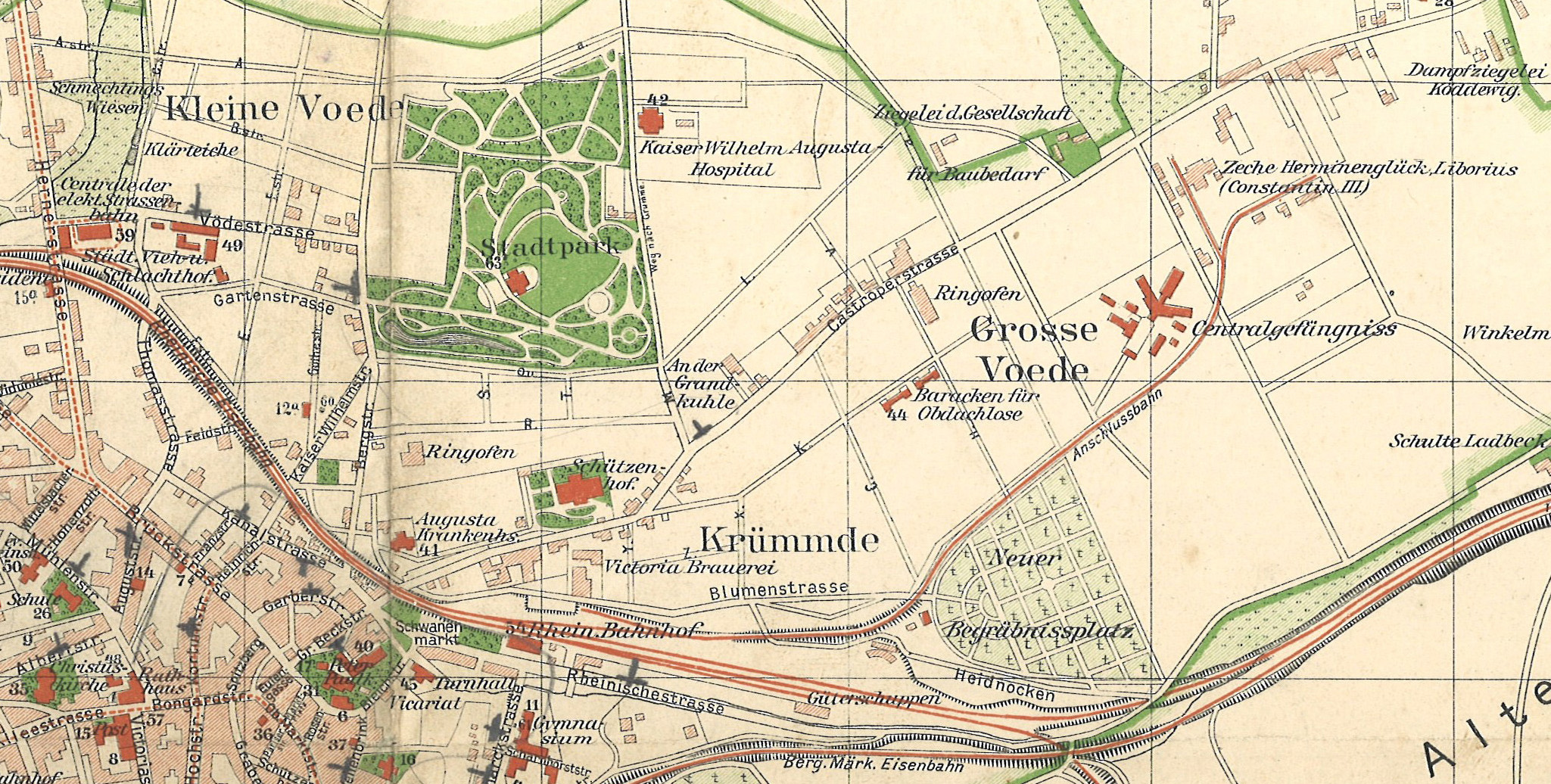
Der Stadtpark mit seinen ersten zwei Ausbaustufen nebst alter Beschriftung Voede auf einen Plan von 1897

Früher befand sich im Bereich des Stadtparks die kleine Vöde, ein Teil der Bochumer Allmende. Angeregt wurde der Stadtpark bereits 1863 vom damaligen Bochumer Bürgermeister Max Greve. Das Anlegen wurde in einem Magistratsbeschluss von 1869 beschlossen. Im Jahr 1876 wurden zwischen der Bergstraße und der Castroper Straße 13 Hektar und 22 Are den Pächtern gegen eine Entschädigung abgenommen. Mit den Arbeiten wurden ab Mai 1876 begonnen, die Erdarbeiten waren Ende des Jahres abgeschlossen. Das Jahr gilt als Gründungsdatum.
Den Entwurf lieferte der Kölner Stadtgärtner Anton Strauß (1823–1888). Der Park wurde im Stil eines englischen Gartens angelegt. Alle Hochbauten des ersten Parkteils stammten von dem Architekten Hermann Bluth. Darunter das Gärtnerhaus, welches im November 1877 von dem angestellten Parkgärtner bezogen wurde. Im Oktober 1878 wurde im Park ein Restaurant in Holzbauweise eröffnet. Der Wirt Steinbüchel bezahlte eine Jahrespacht von 1000 Mark. Das Gebäude bestand aus einem Saal, der 20 Meter lang und 12 Meter breit war sowie ein angebautes Orchester hatte. Weiterhin gab es Nebenräume und eine Wohnung für den Pächter. Dies war der Vorläufer der heutigen Gastronomie. Bereits in der Anfangsphase wurde der Park von vielen Bochumer besucht und sehr positiv aufgenommen. Die Verwaltung bewertete es, dass es ein dringendes Bedürfnis für die Stadt war.
Der Park wurde in zwei Abschnitten 1889–1894 und 1904–1905 erweitert. Ferdinand Tutenberg aus Altona und Fritz Enke aus Köln lieferten die Planungen dazu. Ab 1908 wurde die letzte Ausbauphase von Ernst Finken geleitet. Seine Arbeit bestand maßgeblich in der harmonischen Vereinigung von Altem und Neuen Park. In der zweiten Erweiterung befand sich wahrscheinlich von 1895 bis 1912 auf der dortigen höchsten Erhebung (heute wäre die Lage ca. 40 Meter südlich des später errichteten Bismarckturms) die erdmagnetische Warte der Westfälische Berggewerkschaftskasse (WBK).

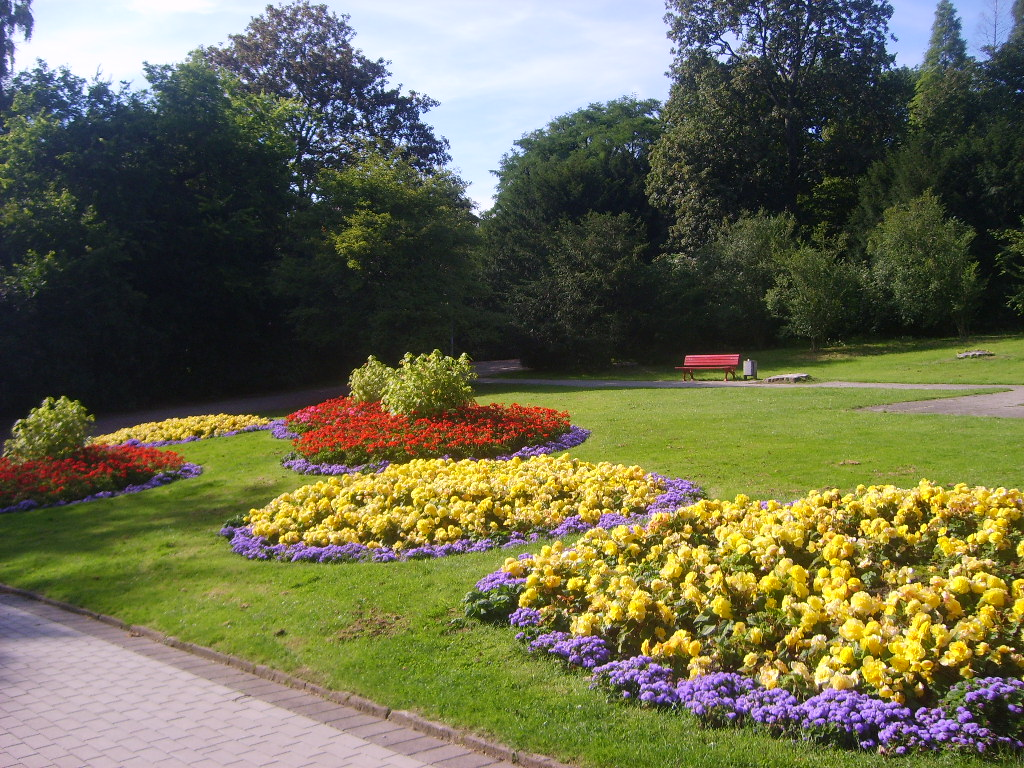
Blumenpracht im sommerlichen Stadtpark

Der Park besaß schon früh vielfältige Gehölze, Blumenbeete, Seen und eine Stadtpark-Restauration. Im Jahre 1887 wurden im Bochumer Stadtpark mehr als siebenhundert verschiedene Baum- und Straucharten und -sorten ermittelt. Der Park sollte allen gesellschaftlichen Schichten des preußischen Ständesystems, also auch der Arbeiterbevölkerung, zur Verfügung stehen und als Treffpunkt dienen. Im Winter fand auf dem zugefrorenen See Schlittschuhlaufen statt, im Sommer gab es im Park Veranstaltungen von Schauturnen. Der Ruderbootverleih auf dem „Neuen Stadtparkteich“ wurde um 1910 aufgenommen. 1912 konnte man Kahnfahrten für 50 oder 75 Pfennig machen. Es war recht beliebter Zeitvertreib, in dem Jahr wurden 9254 Karten verkauft.
Die Umzäunung des Parks wurde in der NS-Zeit um 1935 entfernt. Dabei wurde auch der Eingangsbereich im Rahmen der Errichtung des Kriegerdenkmals am Stadtpark Bochum umgestaltet. Im Zweiten Weltkrieg wurde der Stadtpark auch durch Luftangriffe beschädigt. Über 150 Sprengbomben und Minen vernichtete wertvollen Baumbestand, Kanalisation, Wege und mehrere hundert Bänke. Die Rasenfläche musste auf Anordnung der Militärregierung in Gemüseland umgewandelt werden, es entstand 990 Parzellen von 20 ha Größe. Bis 1948 konnte der Stadtpark in wesentlichen wieder instand gesetzt werden.
Zum 75-jährigen Bestehen des Stadtparks wurde 1951 ein großes Parkfest mit über 200.000 Besuchern gefeiert. Ab den 1950er wurden dann der Rosengarten, Dahliengarten erweiterte und umgestaltet sowie ein Rohododendrongarten und Staudengarten angelegt. Die Fontänen in den Teichen kamen in den 1960er in den Stadtpark.
Der Stadtpark verfügt heute über 311.402 m² Fläche und gehört zu den größten seiner Art in Nordrhein-Westfalen. Ein besonderer Reiz geht von den zahlreichen fremdländischen Laubbaumgehölzen wie Götterbaum (Ailanthus altissima), Amerikanischer Tulpenbaum (Liriodendron tulipifera), Amerikanischer Amberbaum (Liquidambar styraciflua), Japanischer Schnurbaum (Sophora japonica) und Gewöhnlicher Trompetenbaum (Catalpa bignonioides) aus. An groß gewachsenen Seltenheiten sind z. B. Oregon-Ahorn (Acer macrophyllum), Japanischer Kuchenbaum (Cercidiphyllum japonicum), Taschentuchbaum (Davidia involucrata var. vilmoriniana), Europäischer Zürgelbaum (Celtis australis), Amur-Korkbaum (Phellodendron amurense), Schindel-Eiche (Quercus imbricaria) und Amerikanisches Gelbholz (Cladrastis lutea) zu nennen. Eine besonders große Seltenheit, ein mächtiger Lackbaum (Rhus verniciflua) in der Nähe des Bootsteichs, wurde zu Beginn des 21. Jahrhunderts gefällt. Heute findet man im Park insgesamt noch etwa 200 verschiedene Gehölzarten und -sorten. Das abwechslungsreiche Geländerelief wird gestaltet durch den Wechsel bewaldeter Flächen und verschiedenen Parkräumen wie Rosen-, Dahlien-, Rhododendron- und Staudengärten. Die beiden Teiche im Stadtpark haben Fontänen und bieten vielen Vögeln eine Unterkunft.
Wegen den Dürre und Hitze in Europa 2018 kam es im Bochumer Stadtteich am 29. Juli 2018 aufgrund Sauerstoffmangels zu einem Fischsterben.
Für die Internationale Gartenausstellung Metropole Ruhr 2027 wird der Stadtpark in mehreren Bereichen saniert.

## Denkmäler, Kleinarchitekturen und Kunst im öffentlichen Raum

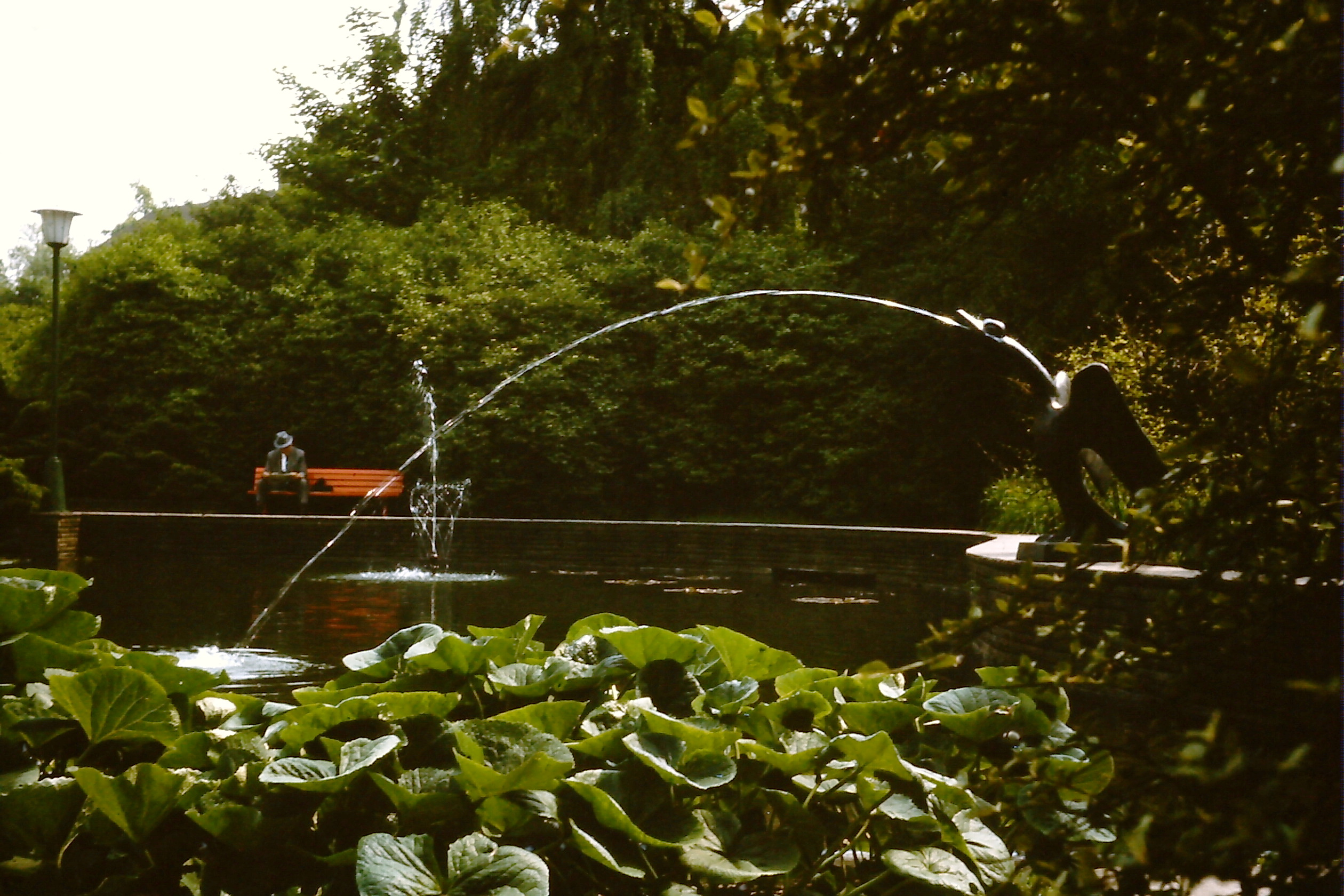
Wasserspiel (um 1980)

Das älteste Denkmal des Parks war eine nicht erhaltene Büste Kaiser Wilhelms I. von 1879. Die Büste des Turnvaters Jahn nach Entwurf von Wilhelm Gardy wurde 1883 aufgestellt. Ihr gegenüber lag die am 22. Oktober 1892 gepflanzte Körner-Eiche. Eine Schiller-Büste stand in einem Rondell auf der Höhe des nördlichen Kaiserrings (heutige Straße Am Alten Stadtpark). Ein Gedenkstein für August Große-Weischede und Lorenz Rebbert, lokal bedeutende Personen für das Bochumer Musikleben um 1900, wurde am 2. Juli 1933 in Rahmen eines Treffens des Westfälischen Sängerbunds eingeweiht.
Am 16. Oktober 1910 wurde der Bochumer Bismarckturm eingeweiht. Von der Aussichtsplattform des 34 Meter hohen Turms hat man einen guten Überblick über den Stadtpark, die Innenstadt und die umliegenden Stadtteile.
Im Rosengarten wurde der Jungmädchenbrunnen von Architekt Eugen Schmohl im Oktober 2007 durch eine Kopie der „Schwebenden“ von Bildhauer Wilhelm Gerstel in seiner ursprünglichen Form wiederhergestellt. 1935 wurde das Gefallenenehrenmal im Stadtpark, dem damaligen militaristischen Geist entsprechend, eingeweiht. Es ist in veränderter Form erhalten und umgewidmet zu einem Anti-Kriegs-Mahnmal. Das 1875 auf dem damaligen Wilhelmsplatz (dem heutigen Husemannplatz) eingeweihte Kriegerdenkmal wurde 1935 in Teilen am Rande des Stadtparks, gegenüber der Auguste-Viktoria-Allee (der heutigen Herderallee) neu errichtet. Es wurde im Zweiten Weltkrieg zerstört.
Im Stadtpark steht außer den oben genannten Denkmälern auch noch eine dreiteilige Stahl-Collage von Aleš Veselý, die im Rahmen des 1. Bochumer Bildhauersymposiums 1979/1980 entstand. Entgegen hartnäckiger Gerüchte gibt es im Stadtpark kein Werk von Richard Serra.

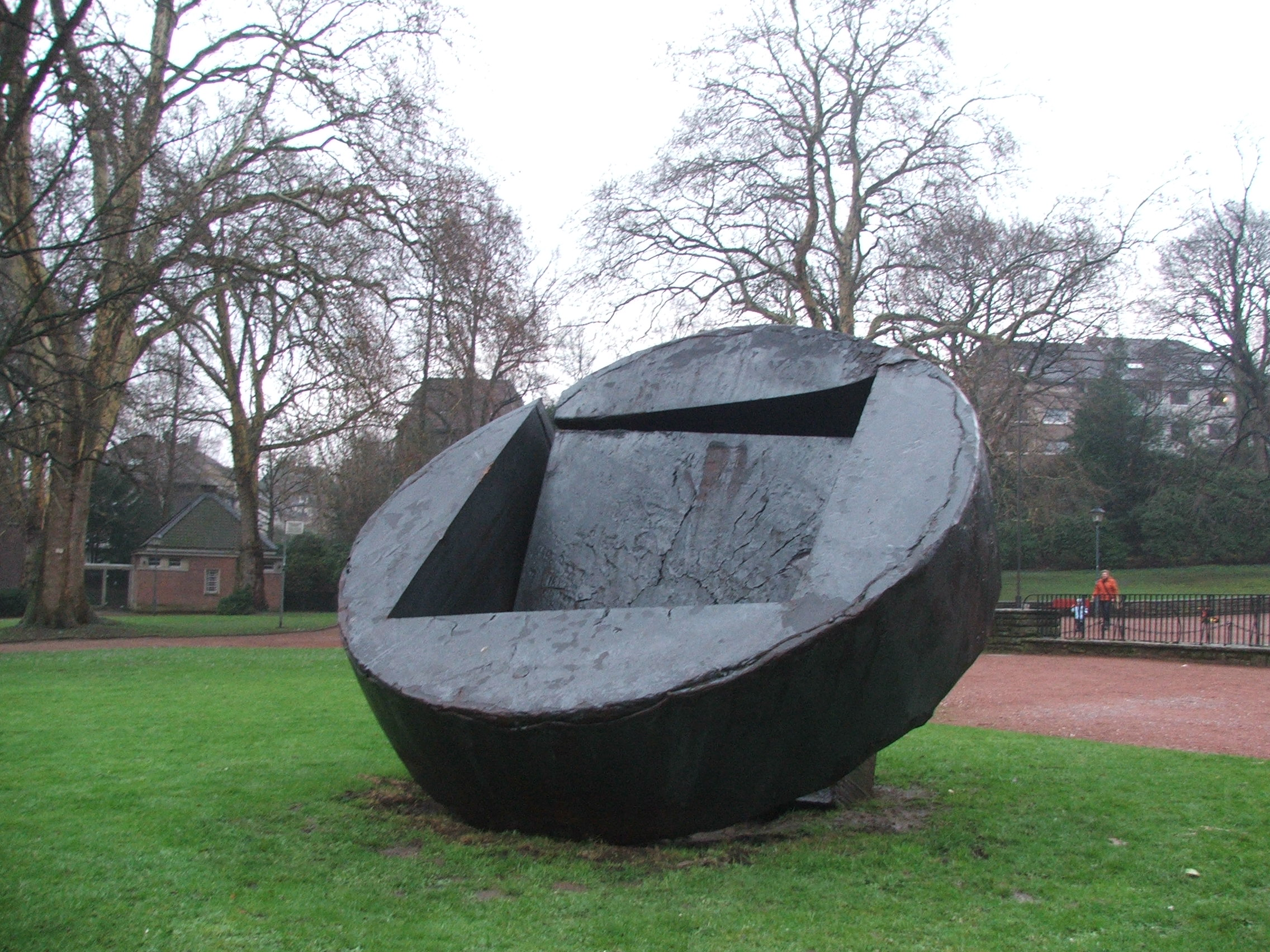
Skulptur von Giuseppe Spagnulo

2006 kam eine Skulptur von Giuseppe Spagnulo hinzu. Weiterhin zu nennen sind das Dufhues-Denkmal und eine Frosch-Statue. Die Frosch-Statue an einer kleinen Brücke über dem großen See ist vielen Bochumer Bürgern aus ihrer Kindheit bekannt. Sie wurde in den 1990er Jahren entwendet. Inzwischen wurde eine Nachbildung an der alten Stelle errichtet. Nach einer Namensvergabe um 2002 in einem Wettbewerb erhielt er den Namen Fridolin. Der Frosch wurde 2023 neben andere Figuren aus dem Park gestohlen. 2024 wurde mit dem Spatenstich zur Stadtparksanierung ein neuer Fridolin präsentiert, der nach der Sanierung wieder an seinen alten Platz kommen soll. 
Weiterhin gibt es noch einen Minigolfplatz mit anliegender Restauration, dem sogenannten „Milchhäuschen“, einen Wasserspielplatz und Freischachanlagen. Die ehemalige Bedürfnisanstalt wurde 1925 errichtet und 1997 renoviert. Nach der Renovierung ist sie heute Sitz der Kortum-Gesellschaft Bochum.

## Die Gastronomie im Stadtpark

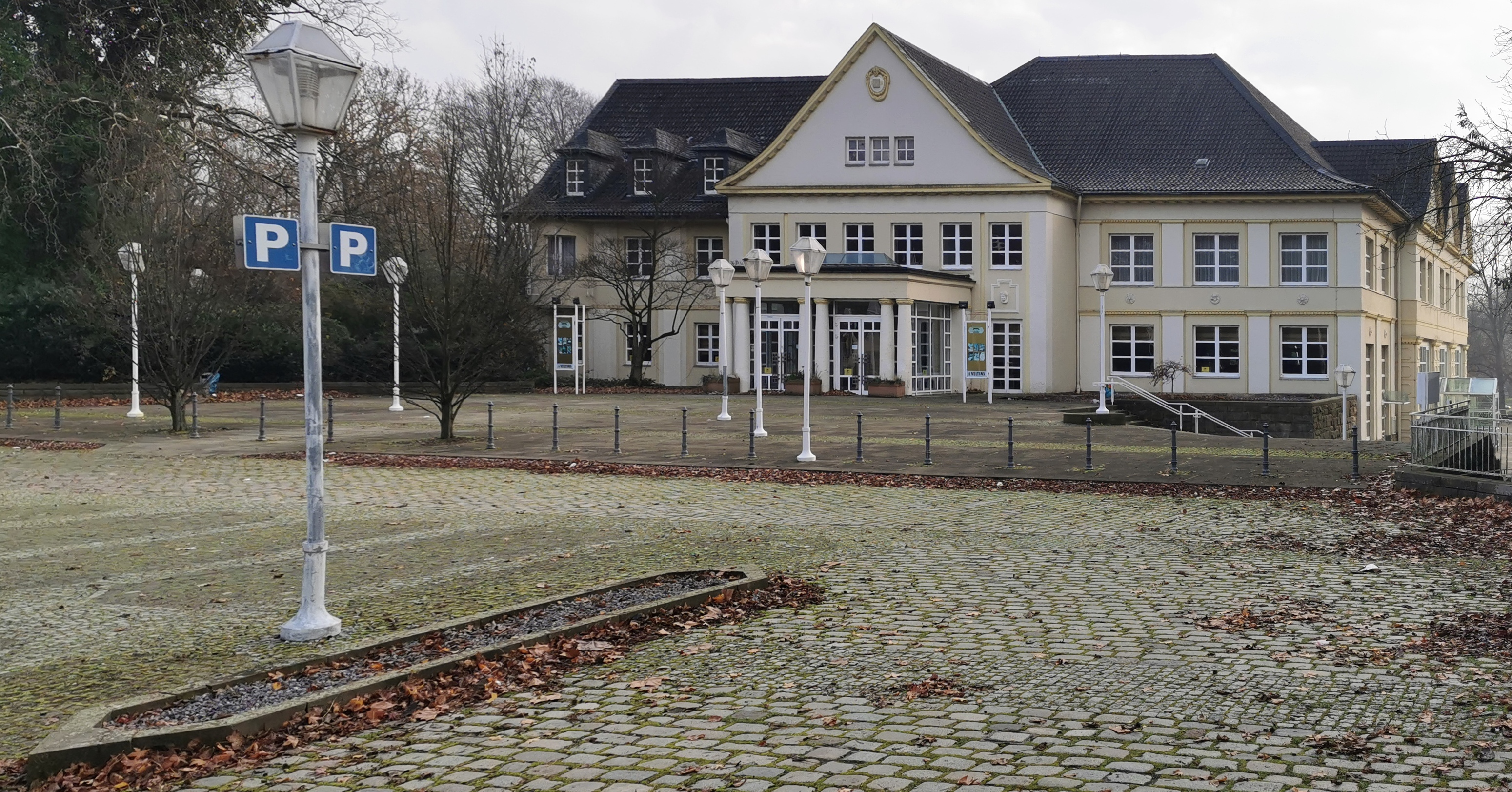
„Parkhaus“ im Stadtpark Bochum

Das heute unter Denkmalschutz stehende Gastronomiegebäude im Stadtpark wurde 1913 nach Entwurf von Karl Elkart für 650.000 Mark gebaut und unter dem bereits durch den Vorgängerbau etablierten Namen „Parkhaus“ eröffnet. Bei seinem zweiten Besuch in Bochum sprach Hitler hier am 26. April 1927. Nachdem das Schauspielhaus Bochum am 4. November 1944 nahezu vollständig zerstört worden war, wurden bis zum Wiederaufbau 1953 die Räumlichkeiten des „Parkhauses“ für die Aufführungen genutzt. Am 2. September 1945 wurde im „Parkhaus“ die Christlich Demokratische Partei für die Provinz Westfalen gegründet, aus der später die Christlich Demokratische Union in Nordrhein-Westfalen hervorging. 1952 wurde der Haupteingang des Gebäudes neu gestaltet. Schließlich wurde das „Parkhaus“ 1985–1988 komplett umgebaut und dann unter dem Namen „Gastronomie im Stadtpark Bochum“ unter neuer Leitung eröffnet. Die letzten umfassenden Renovierungsarbeiten an dem Gebäude wurden im Jahr 2006 durchgeführt, mit der auch ein weiterer Namenswechsel einherging. Der nun eröffneten „Orangerie im Stadtpark“ wurde zuletzt noch im Jahre 2007 die Tapasbar „La Escalera“ hinzugefügt, die inzwischen aufgegeben wurde.

## Tierpark
Als weitere Bereicherung folgte 1933 auf Initiative des Vereins Bochumer Tierpark-Freunde der Bochumer Tierpark, mit Tiergehegen und festen Gebäuden ab 1937. Das 1884 errichtete Milchhäuschen (Milchkur-Anstalt) wich später dem heutigen Tierparkrestaurant.

## Stadtparkviertel

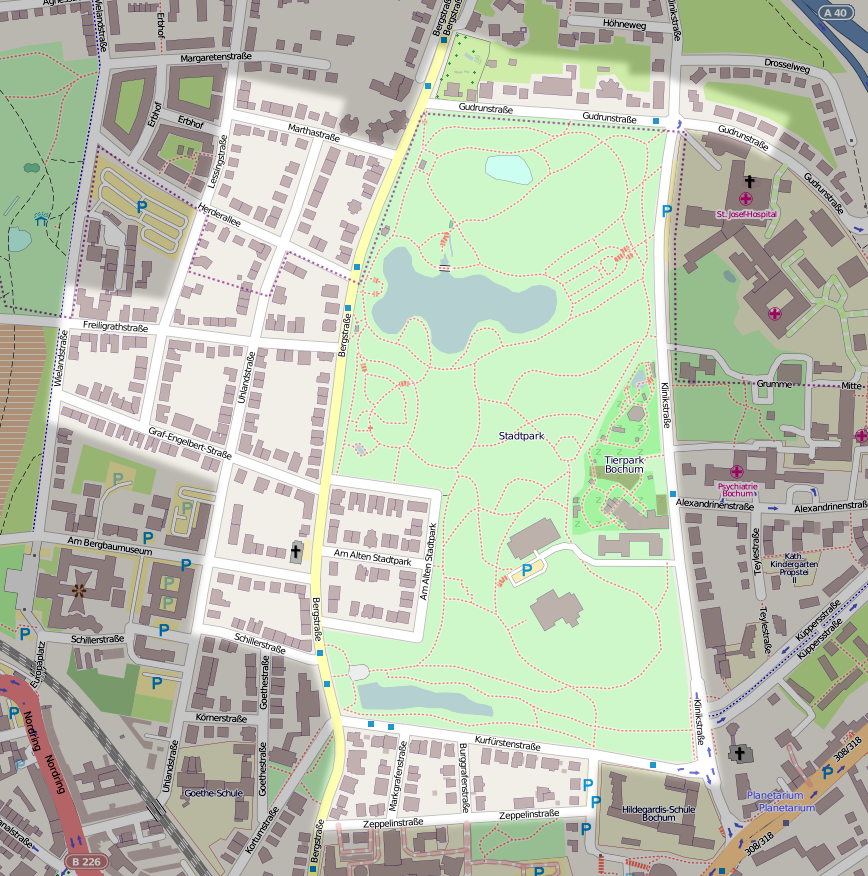
Denkmalbereich Stadtparkviertel

Im Zuge der Einrichtung des Parks kam es zu einer städtebaulichen Gestaltung des Umfeldes. 1893 wurde für das Gelände rund um den Stadtpark ein Bereich offener Bauweise ausgeschrieben. Ab 1909 wurden die Lutherkirche (Fertigstellung 1911) und die Wohnhausgruppe „Reichshof“ (Fertigstellung 1921) gebaut. Der Bebauungsplan von 1910 stellt das Stadtparkviertel in den städtebaulichen Zusammenhang von Park, Bebauung in offener Bauweise, Schulen und Krankenhäusern. Bedeutende Verwaltungsgebäude wurden mit dem Finanzamt (1924–1925) und dem Polizeipräsidium (1927–1929) errichtet.
Vor dem Zweiten Weltkrieg war in unmittelbarer Nähe in der Villa Nora die Kunstgalerie der Stadt Bochum untergebracht. Nach Zerstörung und einer zeitweiligen Auslagerung in andere Gebäude der Stadt wurde im Jahre 1960 beim Stadtpark das Kunstmuseum Bochum in der wiederaufgebauten Villa Marckhoff-Rosenstein eröffnet. Der Neubau von 1983 schließt sich direkt an den Eingang zum Stadtpark an.
Der Park, einige Gebäude sowie das gesamte Ensemble des Viertels stehen heute wegen ihrer besonderen historischen und künstlerischen Bedeutung unter Denkmalschutz.

## Lage
- Lage: nordöstlich der Innenstadt, nahe der Autobahn 40, Anschlussstelle „Bochum-Stadion“ (#36)
- ÖPNV: Bus 336, 339, 353, Haltestellen „Gudrunstaße“, „Kunstmuseum“, „Neuer Park“, „St. Josefs-Hospital“ oder „Tierpark“, Stadtbahn 308/318 Haltestelle „Planetarium“

## Medien
- Drohnen-Video zum Tag des offenen Denkmals 2020